# Les Grecs avaient un nom pour elles
Pour plus de détails, voir Fiche technique et Distribution.
Les Grecs avaient un nom pour elles (titre original : The Greeks Had a Word for Them) est un film américain pré-Code réalisé par Lowell Sherman et sorti en 1932.

## Synopsis
Les ex-showgirls et colocataires Polaire Gwynn et Schatze Citroux retrouvent leur ancienne amie et collègue, Jean Lawrence, à son retour de France. Jean, chercheuse d'or endurcie, demande à l'honnête Polaire et au fidèle Schatze de lui présenter un homme, et Polaire appelle son petit-ami, le playboy Dey Emery. Les filles rencontrent Dey et son ami, le pianiste Boris Feldman, dans un bar clandestin, où Boris parie à Jean que si son jeu de piano ne l'incite pas à l'aimer, il lui donnera 5 000 $. Plus tard, à l'appartement de Boris, Jean fait semblant de dormir pendant le concert de Boris. Polaire joue alors, et Boris, impressionné par son talent, lui propose d'être son professeur. Il laisse entendre qu'elle devra être son amante ainsi que son élève, et Polaire s'énerve lorsque Dey ne proteste pas. Dey suppose à tort qu'une démonstration de jalousie ne serait pas la bienvenue, et son inaction entraîne l'acceptation par Polaire de la proposition de Boris.

## Fiche technique
- Titre alternatif : Three Broadway Girls
- Réalisateur : Lowell Sherman
- Scénario : Sidney Howard d'après la pièce The Greeks Had a Word for It de Zoe Akins[2]
- Producteur : Samuel Goldwyn
- Production : Samuel Goldwyn Productions
- Photographie : George Barnes
- Montage : Stuart Heisler
- Musique : Alfred Newman
- Costumes : Coco Chanel
- Genre : Comédie[1]
- Distributeur : United Artists
- Durée : 79 minutes
- Date de sortie : 
  - États-Unis : 3 février 1932

## Distribution

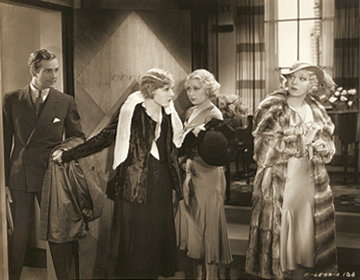
David Manners, Madge Evans, Joan Blondell et Ina Claire.

- Joan Blondell : Schatzi
- Madge Evans : Polaire
- Ina Claire : Jean Lawrence
- David Manners : Dey Emery
- Lowell Sherman : Boris Feldman
- Phillips Smalley : Justin Emery
- Sidney Bracey : le domestique
- Ward Bond : le chauffeur de taxi

## Production
Ce film est l'un des trois seuls films pour lesquels Coco Chanel a réalisé les costumes (les deux autres films sont Palmy Days et Cette nuit ou jamais),. La campagne de promotion du film a d'ailleurs insisté sur le fait que les robes des trois personnages principaux féminins sont de Coco Chanel.
Cette campagne est un bon exemple de la façon dont les photographes s'accommodent des contraintes de la censure de l'époque.
Pendant le tournage du film, Joan Blondell a une relation avec le directeur de la photographie George Barnes qui avait 16 ans de plus qu'elle, et avait déjà été marié trois fois. Elle se marie avec lui le 5 août 1933.

## Censure
Après sa sortie initiale en salles, le film s'est vu refuser son visa par la censure pour une nouvelle diffusion en 1935 et en 1937, et Atlantic Pictures n'a pu le ressortir en salles qu'en 1938 sous le titre Three Broadway Girls.